# 馬頭温泉郷
馬頭温泉郷（ばとうおんせんきょう）は、栃木県那須郡那珂川町（旧国下野国）にある温泉の総称（温泉郷）。
温泉郷を名乗っているが、一軒宿などがそれぞれ個々の温泉名を名乗っていることに由来する。書物などでの取り上げ方では、温泉郷を1つの温泉地とみなして馬頭温泉として紹介されることも多い。

## 郷内の温泉

### 広瀬温泉
- 泉質：アルカリ性単純温泉。源泉温度45℃
  - 那珂川沿いにあり、「美人の湯」の異名を持つ。町営の日帰り入浴施設「ゆりがねの湯」が存在する。

### 小口温泉
- 泉質：単純温泉。源泉温度28℃

### 小砂温泉
- 泉質：放射能泉。源泉温度49℃

地下1200mボーリングを実施して源泉を開発した。

### 南平台温泉
- 泉質：アルカリ性単純温泉。源泉温度25～48℃

日帰り入浴施設「南平台温泉観音湯」が存在する。

### 八溝温泉
- 泉質：ナトリウム-硫酸塩・塩化物泉

日帰り入浴施設「八溝温泉」が存在する。

## 歴史
江戸時代には既に温泉が利用されていた。

## 名物
温泉水を利用して養殖された「温泉トラフグ」と、野生のイノシシ肉（ジビエ）の「八溝ししまる」が温泉郷の名物であった。しかし、温泉トラフグは業者の撤退により2023年春の出荷を最後に供給が途絶え、八溝ししまるは豚熱の影響で供給が停止している。

## アクセス
- 鉄道 : 東北本線氏家駅よりバスで約45分。